# Eunomo (almirante)
Eunomo (en griego antiguo: Εὔνομος) fue un almirante ateniense durante la guerra de Corinto. En el año 389 a. C. fue puesto al mando de una flota de 13 trirremes para controlar las operaciones del comandante espartano Gorgopas que operaba desde Egina.
Eunomo se encontró con Gorgopas cuando navegaba de regreso a Egina desde Éfeso. Gorgopas retrocedió y pudo llegar de nuevo al puerto de Egina. Tras intentar sin éxito que Gorgopas saliera a luchar, los atenienses zarparon al caer la noche. El barco ateniense que iba en cabeza llevaba una luz habitual que los demás barcos podían seguir. Gorgopas, manteniendo sus naves a oscuras, siguió la luz de la nave ateniense. Pudo sorprender a la flota ateniense cuando pasaba cerca de la costa, en torno al cabo Zóster. Los espartanos capturaron cuatro trirremes y obligaron al resto de las naves atenienses a retirarse al Pireo.